# Delia Vallejos
Delia Parolari Vallejos de Salinas (Callao, Perú, 5 de septiembre de 1930 — Ibidem, 17 de octubre de 2005) fue una cantante peruana, intérprete de música criolla e integrante del grupo "Las Seis Grandes de la Canción Peruana".

## Biografía
Nació el 5 de septiembre de 1930 en el Callao (Perú). Su padre fue un inmigrante italiano y su madre fue Obdulia Vallejos con quienes vivía en la calle Constitución en El Callao. Estudió en el colegio Maria Auxiliadora.
Su aniversario artístico se celebra el 29 de diciembre de cada año como conmemoración del primer premio como la mejor cancionista del Perú que Delia ganó en 1945 en el Concurso de la canción criolla organizado por el Ministerio de Educación a través de la Dirección de Educación Artística y Extensión Cultural.
Con este título de primera cancionista del Perú viajó a Argentina en 1946, a la edad de 16 años, donde triunfó como artista exclusiva de Radio Splendid de Buenos Aires y grabó veinte canciones para el sello Odeón de Argentina. Entre las más aclamadas están El Ermitaño, Amelia y Cómo podré olvidarte.
De regreso al Perú siguió difundiendo la música peruana. En el año 1942 participó en la representación teatral de los temas de Felipe Pinglo con recordado éxito a través de la Revista musical. 
Falleció el 17 de octubre del 2005 en el Hospital Sabogal a los 75 años. Sus restos se trasladaron el 19 de octubre al Cementerio Baquijano y Carillo del Callao.
La recopilación de todos o parte de sus discos y vídeos se encuentra en proceso por su esposo Orlando Salinas y su hija Delia Angella en colaboración con algunos coleccionistas de discos.